# Petzenkirchen
Petzenkirchen é um município da Áustria localizado no distrito de Melk, no estado de Baixa Áustria.

## Câmara Municipial
- SPÖ 12
- ÖVP 7